# Hudlestoniella
Hudlestoniella is een geslacht van uitgestorven weekdieren uit de klasse van de Gastropoda (slakken).

## Soorten
- Hudlestoniella burtonensis (Hudleston, 1892) †
- Hudlestoniella caleptra Gründel, 1975 †
- Hudlestoniella pura Gründel, 1975 †